# Rio Grassy Creek
O rio Grassy Creek também denominado Pequeno Grassy Creek é um rio das Bahamas, na Ilha Andros.